# Cascades Silverthread
Les cascades Silverthread són unes cascades situades a Dingmans Ferry, a Delaware Township, Pike County, Pennsilvània, (Estats Units d'Amèrica), a prop de les cascades Dingmans, a l'àrea de recreació nacional de Delaware Water Gap.
Té una caiguda vertical de 24,3 m. Tant les cascades Silverthread com les cascades Dingmans són visibles des d'una pista accessible per a minusvàlids. El camí comença a l'estacionament del Centre de Visitants de les cascades Dingmans.